# Río Salado (Nuevo México)
Río Salado es un tributario del río Grande en el estado de Nuevo México en los Estados Unidos de América.  Nace al noreste del condado de Catrón para luego recorrer 86 millas, casi siempre en dirección este para desembocar al río Grande al norte de Polvareda y a unas 15 millas al norte de Socorro. Se trata de un río con etimología española.

## Cuenca
El río nace al noreste del condado de Catrón. Se dirige al este, posteriormente al norte y finalmente al sureste a través del cañón de Cow Spring. Se une al cañón de Miguel Chávez desde el norte para atravesarlo y girar en dirección este. Posteriormente se le une el arroyo de Kicking Bear desde el norte, para entrar finalmente al condado de Socorro. Desde aquí se dirigen en dirección este a través del cañón de Miguel Chávez uniéndose a tributarios menores. El arroyo Alamocita se le une desde el suroeste. Luego, el arroyo Gallegos se le une desde el norte. El río Salado pasa entre la Montaña de la Mesa y la Mesa de los Tres Hermanos. El arroyo del Álamo y el arroyo de Jaralosa se le unen desde el sur, y el Cottonwood Draw desde el norte. Río Salado atraviesa Puertecito desde donde se le une la Cañada Bonita desde el norte.